# Lijst van rijksmonumenten in Gilze
De plaats Gilze telt 79 inschrijvingen in het rijksmonumentenregister. Hieronder een overzicht.
| Object | Oorspronkelijke functie?  | Bouwjaar                   | Architect | Locatie                 | Coördinaten?                  | Nr.?   | Afbeelding        |
| --- | ------------------------- | -------------------------- | --------- | ----------------------- | ----------------------------- | ------ | ----------------- |
| Vlaamse schuur | Boerderij                 | 1647                       |           | Kerkstraat 33           | 51° 32' 17" NB, 4° 56' 30" OL | 16133  | Meer afbeeldingen |
| Buitenplaats Valkenberg: | Kasteel, buitenplaats     | laatste kwart 18e eeuw     |           | Valkenberg 3            | 51° 32' 9" NB, 4° 50' 23" OL  | 490839 | Meer afbeeldingen |
| Buitenplaats Valkenberg: historische tuin- en parkaanleg | Gebouw                    | 18e eeuw                   |           | Valkenberg 3            | 51° 32' 9" NB, 4° 50' 23" OL  | 490840 | Upload foto       |
| Buitenplaats Valkenberg: koetshuis annex paardestal | Bijgebouwen kastelen enz. | 19e eeuw                   |           | Valkenberg bij 3        | 51° 32' 9" NB, 4° 50' 23" OL  | 490841 | Upload foto       |
| Buitenplaats Valkenberg: rode bakstenen kom tegenover de hoofdentree van het huis                                                                             | Tuin, park en plantsoen   | eind 19e eeuw              |           | Valkenberg bij 3        | 51° 32' 9" NB, 4° 50' 23" OL  | 490842 | Upload foto       |
| Buitenplaats Valkenberg: tuinvaas op sokkel bij de vijver | Tuin, park en plantsoen   | eind 19e of begin 20e eeuw |           | Valkenberg bij 3        | 51° 32' 9" NB, 4° 50' 23" OL  | 490843 | Upload foto       |
| Buitenplaats Valkenberg: twee pijlers als ornament ten oosten van het huis                                                                                    | Tuin, park en plantsoen   | begin 20e eeuw             |           | Valkenberg bij 3        | 51° 32' 9" NB, 4° 50' 23" OL  | 490844 | Upload foto       |
| Buitenplaats Valkenberg: tuinmanswoning ten noordoosten van het huis                                                                                          | Bijgebouwen kastelen enz. | 1845                       |           | Valkenberg 2            | 51° 32' 12" NB, 4° 50' 16" OL | 490845 | Meer afbeeldingen |
| Buitenplaats Valkenberg: deels houten en deels rode bakstenen schuur in 'Chalet-stijl' onder een met riet gedekt zadeldak                                     | Bijgebouwen kastelen enz. | ca. 1845                   |           | Valkenberg bij 2        | 51° 32' 12" NB, 4° 50' 16" OL | 490846 | Upload foto       |
| Buitenplaats Valkenberg: manege annex paardestal en hondehokken                                                                                               | Bijgebouwen kastelen enz. | tweede helft 19e eeuw      |           | Valkenberg bij 3        | 51° 32' 9" NB, 4° 50' 24" OL  | 490847 | Meer afbeeldingen |
| Buitenplaats Valkenberg: grafkelder | Bijgebouwen kastelen enz. | 1812                       |           | Valkenberg bij 3        | 51° 31' 54" NB, 4° 50' 15" OL | 490848 | Upload foto       |
| Buitenplaats Valkenberg: achthoekige rustieke houten koepel onder cirkelvormig rieten puntdak                                                                 | Tuin, park en plantsoen   | 19e eeuw                   |           | Valkenberg bij 3        | 51° 31' 49" NB, 4° 50' 7" OL  | 490849 | Upload foto       |
| Kamp Prinsenbosch: Legeringsgebouw, nu receptie ten noorden van de weg                                                                                        | Militair verblijfsgebouw  | 1941-1942                  |           | Prinsenbosch 2          | 51° 32' 15" NB, 4° 53' 46" OL | 516951 | Upload foto       |
| Kamp Prinsenbosch: Voormalig legeringsgebouw, tegenwoordig was- en strijkruimte                                                                               | Militair verblijfsgebouw  | 1941-1942                  |           | Prinsenbosch 13         | 51° 32' 4" NB, 4° 54' 10" OL  | 516952 | Upload foto       |
| Kamp Prinsenbosch: Voormalige gevangenis, nu als telecommunicatiegebouw in gebruik bij defensie                                                               | Gerechtsgebouw            | 1941-1942                  |           | Prinsenbosch 24         | 51° 32' 4" NB, 4° 54' 10" OL  | 516953 | Upload foto       |
| Kamp Prinsenbosch: Voormalig legeringsgebouw, nu dubbel woonhuis                                                                                              | Militair verblijfsgebouw  | 1941-1942                  |           | Prinsenbosch 35 A en B  | 51° 32' 4" NB, 4° 54' 10" OL  | 516954 | Upload foto       |
| Kamp Prinsenbosch: Voormalig bureelgebouw, keuken, ontspanningslokaal                                                                                         | Militair verblijfsgebouw  | 1941-1942                  |           | Prinsenbosch 45         | 51° 32' 4" NB, 4° 54' 10" OL  | 516955 | Upload foto       |
| Kamp Prinsenbosch: Voormalig legeringsgebouw, nu onderkomen voor asielzoekers                                                                                 | Militair verblijfsgebouw  | 1941-1942                  |           | Prinsenbosch 56         | 51° 32' 4" NB, 4° 54' 10" OL  | 516956 | Upload foto       |
| Woon-werkhuis | Woonhuis                  | 1903                       |           | Aalstraat 60            | 51° 32' 31" NB, 4° 56' 39" OL | 516960 | Woon-werkhuis     |
| Langgevelboerderij | Boerderij                 | ca. 1832                   |           | Molenschotsedijk 3      | 51° 33' 2" NB, 4° 55' 22" OL  | 516968 | Upload foto       |
| Maalderij 't Stoom | Industrie                 | 1892                       |           | Nieuwstraat 113a        | 51° 32' 56" NB, 4° 56' 29" OL | 516969 | Meer afbeeldingen |
| Praktijkwoning | Werk-woonhuis             | 1909                       | Lippits   | Nieuwstraat 20          | 51° 32' 36" NB, 4° 56' 29" OL | 516970 | Meer afbeeldingen |
| 't Oude Raadhuis | Bestuursgebouw en onderdl | 1921                       |           | Nieuwstraat 22          | 51° 32' 37" NB, 4° 56' 29" OL | 516971 | Meer afbeeldingen |
| Woonhuis/koetshuis | Woonhuis                  | 1888                       |           | Versterstraat 11        | 51° 32' 30" NB, 4° 56' 15" OL | 516978 | Upload foto       |
| Woonhuis | Woonhuis                  | 1910                       |           | Bisschop de Vetplein 13 | 51° 32' 33" NB, 4° 56' 25" OL | 516979 | Meer afbeeldingen |
| Kamp Prinsenbosch: Voormalige legeringsgebouw, tegenwoordig onderkomen voor asielzoekers                                                                      | Militair verblijfsgebouw  | 1941-1942                  |           | Prinsenbosch 3A         | 51° 32' 4" NB, 4° 54' 10" OL  | 525902 | Upload foto       |
| Voormalige legeringsgebouw, tegenwoordig onderkomen voor asielzoekers                                                                                         | Militair verblijfsgebouw  | 1941-1942                  |           | Prinsenbosch 4A         | 51° 32' 4" NB, 4° 54' 10" OL  | 525903 | Upload foto       |
| Kamp Prinsenbosch: Voormalige legeringsgebouw, tegenwoordig onderkomen voor asielzoekers                                                                      | Militair verblijfsgebouw  | 1641-1642                  |           | Prinsenbosch 5A         | 51° 32' 4" NB, 4° 54' 10" OL  | 525904 | Upload foto       |
| Kamp Prinsenbosch: Voormalig kantoor- en schoolgebouw, tegenwoordig onder meer bureau voor rechtshulp                                                         | Militair verblijfsgebouw  | 1941-1942                  |           | Prinsenbosch 7          | 51° 32' 4" NB, 4° 54' 10" OL  | 525905 | Upload foto       |
| Kamp Prinsenbosch: Voormalige legeringsgebouw, tegenwoordig onderkomen voor asielzoekers                                                                      | Militair verblijfsgebouw  | 1941-1942                  |           | Prinsenbosch 8          | 51° 32' 4" NB, 4° 54' 10" OL  | 525906 | Upload foto       |
| Kamp Prinsenbosch: Voormalige legeringsgebouw, tegenwoordig onderkomen voor asielzoekers                                                                      | Militair verblijfsgebouw  | 1941-1942                  |           | Prinsenbosch 9          | 51° 32' 4" NB, 4° 54' 10" OL  | 525907 | Upload foto       |
| Kamp Prinsenbosch: Voormalige legeringsgebouw, tegenwoordig onderkomen voor asielzoekers                                                                      | Militair verblijfsgebouw  | 1941-1942                  |           | Prinsenbosch 10         | 51° 32' 4" NB, 4° 54' 10" OL  | 525908 | Upload foto       |
| Kamp Prinsenbosch: Voormalige eetzaal, kantine en keuken, tegenwoordig recreatiezaal, crèche, vreemdelingendienst, vertegenwoordiging Ministerie van Justitie | Militair verblijfsgebouw  | 1941-1942                  |           | Prinsenbosch 11         | 51° 32' 4" NB, 4° 54' 10" OL  | 525909 | Upload foto       |
| Kamp Prinsenbosch: Opslaggebouwtje | Militair verblijfsgebouw  | 1941-1942                  |           | Prinsenbosch 11A        | 51° 32' 4" NB, 4° 54' 10" OL  | 525910 | Upload foto       |
| Kamp Prinsenbosch: Opslagruimte/garage | Militair verblijfsgebouw  | 1941-1942                  |           | Prinsenbosch 14         | 51° 32' 4" NB, 4° 54' 10" OL  | 525911 | Upload foto       |
| Kamp Prinsenbosch: Opslagruimte/garage | Militair verblijfsgebouw  | 1941-1942                  |           | Prinsenbosch 15         | 51° 32' 4" NB, 4° 54' 10" OL  | 525912 | Upload foto       |
| Kamp Prinsenbosch: Voormalig legeringsgebouw, nu onderkomen voor asielzoekers                                                                                 | Militair verblijfsgebouw  | 1941-1942                  |           | Prinsenbosch 14         | 51° 32' 4" NB, 4° 54' 10" OL  | 525913 | Upload foto       |
| Kamp Prinsenbosch: Voormalig legeringsgebouw, nu ehbo-gebouw                                                                                                  | Militair verblijfsgebouw  | 1941-1942                  |           | Prinsenbosch 17         | 51° 32' 4" NB, 4° 54' 10" OL  | 525914 | Upload foto       |
| Kamp Prinsenbosch: Voormalig badhuis, nu leegstaand | Militair verblijfsgebouw  | 1941-1942                  |           | Prinsenbosch 18         | 51° 32' 4" NB, 4° 54' 10" OL  | 525915 | Upload foto       |
| Kamp Prinsenbosch: Magazijn | Militair verblijfsgebouw  | 1941-1942                  |           | Prinsenbosch 19         | 51° 32' 4" NB, 4° 54' 10" OL  | 525916 | Upload foto       |
| Kamp Prinsenbosch: Voormalig legeringsgebouw, nu onderkomen voor asielzoekers                                                                                 | Militair verblijfsgebouw  | 1941-1942                  |           | Prinsenbosch 20         | 51° 32' 4" NB, 4° 54' 10" OL  | 525917 | Upload foto       |
| Kamp Prinsenbosch: Voormalig legeringsgebouw, nu onderkomen voor asielzoekers                                                                                 | Militair verblijfsgebouw  | 1941-1942                  |           | Prinsenbosch 21         | 51° 32' 4" NB, 4° 54' 10" OL  | 525918 | Upload foto       |
| Kamp Prinsenbosch: Voormalig legeringsgebouw, nu medische opvang                                                                                              | Militair verblijfsgebouw  | 1941-1942                  |           | Prinsenbosch 22         | 51° 32' 4" NB, 4° 54' 10" OL  | 525919 | Upload foto       |
| Kamp Prinsenbosch: Voormalig telecommunicatiegebouwtje | Militair verblijfsgebouw  | 1941-1942                  |           | Prinsenbosch 25         | 51° 32' 4" NB, 4° 54' 10" OL  | 525920 | Upload foto       |
| Kamp Prinsenbosch: Voormalig legeringsgebouw, nu onderkomen voor asielzoekers                                                                                 | Militair verblijfsgebouw  | 1941-1942                  |           | Prinsenbosch 27         | 51° 32' 4" NB, 4° 54' 10" OL  | 525921 | Upload foto       |
| Kamp Prinsenbosch: Voormalige legeringsgebouw, nu onderkomen voor asielzoekers                                                                                | Militair verblijfsgebouw  | 1941-1942                  |           | Prinsenbosch 28         | 51° 32' 4" NB, 4° 54' 10" OL  | 525922 | Upload foto       |
| Kamp Prinsenbosch: Voormalig legeringsgebouw, nu onderkomen voor asielzoekers                                                                                 | Militair verblijfsgebouw  | 1941-1942                  |           | Prinsenbosch 29         | 51° 32' 4" NB, 4° 54' 10" OL  | 525923 | Upload foto       |
| Kamp Prinsenbosch: Voormalig kantoorgebouw/kapel, nu bestuurs- en administratiegebouw                                                                         | Militair verblijfsgebouw  | 1941-1942                  |           | Prinsenbosch 30         | 51° 32' 4" NB, 4° 54' 10" OL  | 525924 | Upload foto       |
| Kamp Prinsenbosch: Voormalig legeringsgebouw, nu onderkomen voor asielzoekers                                                                                 | Militair verblijfsgebouw  | 1941-1942                  |           | Prinsenbosch 31         | 51° 32' 4" NB, 4° 54' 10" OL  | 525925 | Upload foto       |
| Kamp Prinsenbosch: Voormalig magazijn, nu dubbel woonhuis | Militair verblijfsgebouw  | 1941-1942                  |           | Prinsenbosch 32A        | 51° 32' 4" NB, 4° 54' 10" OL  | 525926 | Upload foto       |
| Kamp Prinsenbosch: Voormalig legeringsgebouw, nu woonhuis | Militair verblijfsgebouw  | 1941-1942                  |           | Prinsenbosch 33         | 51° 32' 4" NB, 4° 54' 10" OL  | 525927 | Upload foto       |
| Kamp Prinsenbosch: Voormalig legeringsgebouw, nu onderkomen voor asielzoekers                                                                                 | Militair verblijfsgebouw  | 1941-1942                  |           | Prinsenbosch 34         | 51° 32' 4" NB, 4° 54' 10" OL  | 525928 | Upload foto       |
| Kamp Prinsenbosch: Voormalig legeringsgebouw, nu dubbel woonhuis                                                                                              | Militair verblijfsgebouw  | 1941-1942                  |           | Prinsenbosch 36A/B      | 51° 32' 4" NB, 4° 54' 10" OL  | 525929 | Upload foto       |
| Kamp Prinsenbosch: Voormalig legeringsgebouw, nu onderkomen voor asielzoekers                                                                                 | Militair verblijfsgebouw  | 1941-1942                  |           | Prinsenbosch 37         | 51° 32' 4" NB, 4° 54' 10" OL  | 525930 | Upload foto       |
| Kamp Prinsenbosch: Voormalig legeringsgebouw, nu onderkomen voor asielzoekers                                                                                 | Militair verblijfsgebouw  | 1941-1942                  |           | Prinsenbosch 38         | 51° 32' 4" NB, 4° 54' 10" OL  | 525931 | Upload foto       |
| Kamp Prinsenbosch: Voormalig legeringsgebouw, nu magazijn | Militair verblijfsgebouw  | 1941-1942                  |           | Prinsenbosch 39 A/B     | 51° 32' 4" NB, 4° 54' 10" OL  | 525932 | Upload foto       |
| Kamp Prinsenbosch: Voormalig legeringsgebouw, nu dubbel woonhuis                                                                                              | Militair verblijfsgebouw  | 1941-1942                  |           | Prinsenbosch 40 A/B     | 51° 32' 4" NB, 4° 54' 10" OL  | 525933 | Upload foto       |
| Kamp Prinsenbosch: Voormalig legeringsgebouw, nu dubbel woonhuis                                                                                              | Militair verblijfsgebouw  | 1941-1942                  |           | Prinsenbosch 41 A/B     | 51° 32' 4" NB, 4° 54' 10" OL  | 525934 | Upload foto       |
| Kamp Prinsenbosch: Voormalig legeringsgebouw, nu dubbel woonhuis                                                                                              | Militair verblijfsgebouw  | 1941-1942                  |           | Prinsenbosch 42 A/B     | 51° 32' 4" NB, 4° 54' 10" OL  | 525935 | Upload foto       |
| Kamp Prinsenbosch: Magazijn/garage | Militair verblijfsgebouw  | 1941-1942                  |           | Prinsenbosch 43         | 51° 32' 4" NB, 4° 54' 10" OL  | 525936 | Upload foto       |
| Kamp Prinsenbosch: Magazijn/garage | Militair verblijfsgebouw  | 1941-1942                  |           | Prinsenbosch 44         | 51° 32' 4" NB, 4° 54' 10" OL  | 525937 | Upload foto       |
| Kamp Prinsenbosch: Voormalig legeringsgebouw, tegenwoordig onderkomen voor asielzoekers                                                                       | Militair verblijfsgebouw  | 1941-1942                  |           | Prinsenbosch 45         | 51° 32' 4" NB, 4° 54' 10" OL  | 525938 | Upload foto       |
| Kamp Prinsenbosch: Voormalig legeringsgebouw, nu onderkomen voor asielzoekers                                                                                 | Militair verblijfsgebouw  | 1941-1942                  |           | Prinsenbosch 47         | 51° 32' 4" NB, 4° 54' 10" OL  | 525939 | Upload foto       |
| Kamp Prinsenbosch: Voormalig legeringsgebouw, nu in gebruik als telecommunicatiegebouw bij het ministerie van Defensie                                        | Militair verblijfsgebouw  | 1941-1942                  |           | Prinsenbosch 48         | 51° 32' 4" NB, 4° 54' 10" OL  | 525940 | Upload foto       |
| Kamp Prinsenbosch: Voormalig legeringsgebouw, nu onderkomen voor asielzoekers                                                                                 | Militair verblijfsgebouw  | 1941-1942                  |           | Prinsenbosch 49         | 51° 32' 4" NB, 4° 54' 10" OL  | 525941 | Upload foto       |
| Kamp Prinsenbosch: Voormalig legeringsgebouw, nu onderkomen voor asielzoekers                                                                                 | Militair verblijfsgebouw  | 1941-1942                  |           | Prinsenbosch 51         | 51° 32' 4" NB, 4° 54' 10" OL  | 525942 | Upload foto       |
| Kamp Prinsenbosch: Voormalig legeringsgebouw, tegenwoordig woonhuizen                                                                                         | Militair verblijfsgebouw  | 1941-1942                  |           | Prinsenbosch 52/52A     | 51° 32' 4" NB, 4° 54' 10" OL  | 525943 | Upload foto       |
| Kamp Prinsenbosch: Voormalig legeringsgebouw, nu onderkomen voor asielzoekers                                                                                 | Militair verblijfsgebouw  | 1941-1942                  |           | Prinsenbosch 53         | 51° 32' 4" NB, 4° 54' 10" OL  | 525944 | Upload foto       |
| Kamp Prinsenbosch: Voormalig badhuis, nu leegstaand | Militair verblijfsgebouw  | 1941-1942                  |           | Prinsenbosch 54         | 51° 32' 4" NB, 4° 54' 10" OL  | 525952 | Upload foto       |
| Kamp Prinsenbosch: Magazijn | Militair verblijfsgebouw  | 1941-1942                  |           | Prinsenbosch 55         | 51° 32' 4" NB, 4° 54' 10" OL  | 525953 | Upload foto       |
| Kamp Prinsenbosch: Voormalig legeringsgebouw, nu onderkomen voor asielzoekers                                                                                 | Militair verblijfsgebouw  | 1941-1942                  |           | Prinsenbosch 57         | 51° 32' 4" NB, 4° 54' 10" OL  | 525954 | Upload foto       |
| Kamp Prinsenbosch: Voormalig legeringsgebouw, nu onderkomen voor asielzoekers                                                                                 | Militair verblijfsgebouw  | 1941-1942                  |           | Prinsenbosch 58         | 51° 32' 4" NB, 4° 54' 10" OL  | 525955 | Upload foto       |
| Kamp Prinsenbosch: Voormalig legeringsgebouw, nu onderkomen voor asielzoekers                                                                                 | Militair verblijfsgebouw  | 1941-1942                  |           | Prinsenbosch 59         | 51° 32' 4" NB, 4° 54' 10" OL  | 525956 | Upload foto       |
| Kamp Prinsenbosch: Voormalig legeringsgebouw, nu onderkomen voor asielzoekers                                                                                 | Militair verblijfsgebouw  | 1941-1942                  |           | Prinsenbosch 60         | 51° 32' 4" NB, 4° 54' 10" OL  | 525957 | Upload foto       |
| Kamp Prinsenbosch: Kolenopslagplaats, nu leegstaand | Militair verblijfsgebouw  | 1941-1942                  |           | Prinsenbosch 60A        | 51° 32' 4" NB, 4° 54' 10" OL  | 525958 | Upload foto       |
| Kamp Prinsenbosch: Voormalig legeringsgebouw, nu onderkomen voor asielzoekers                                                                                 | Militair verblijfsgebouw  | 1941-1942                  |           | Prinsenbosch 61         | 51° 32' 4" NB, 4° 54' 10" OL  | 525959 | Upload foto       |
| Kamp Prinsenbosch: Voormalig legeringsgebouw, tegenwoordig onderkomen voor asielzoekers                                                                       | Militair verblijfsgebouw  | 1941-1942                  |           | Prinsenbosch 62         | 51° 32' 4" NB, 4° 54' 10" OL  | 525960 | Upload foto       |
| Kamp Prinsenbosch: Voormalige kegelbaan, tegenwoordig fietsenwerkplaats                                                                                       | Militair verblijfsgebouw  | 1941-1942                  |           | Prinsenbosch 63         | 51° 32' 4" NB, 4° 54' 10" OL  | 525961 | Upload foto       |
| Kamp Prinsenbosch: Voormalig munitiemagazijn, nu leegstaand                                                                                                   | Militair verblijfsgebouw  | 1941-1942                  |           | Prinsenbosch 64         | 51° 32' 4" NB, 4° 54' 10" OL  | 525962 | Upload foto       |